# BrainMaps
BrainMaps es un atlas interactivo, de imágenes digitales ampliables y de alta resolución que recibe fondos del NIH, y un microscopio virtual que se basa en más de 20 millones de megapixels (60 terabytes) de imágenes escaneadas de secciones en serie de cerebros tanto de primates como de no primates y está integrado con una base de datos de alta velocidad para búsqueda y obtención de datos sobre estructuras cerebrales y su función en internet. 

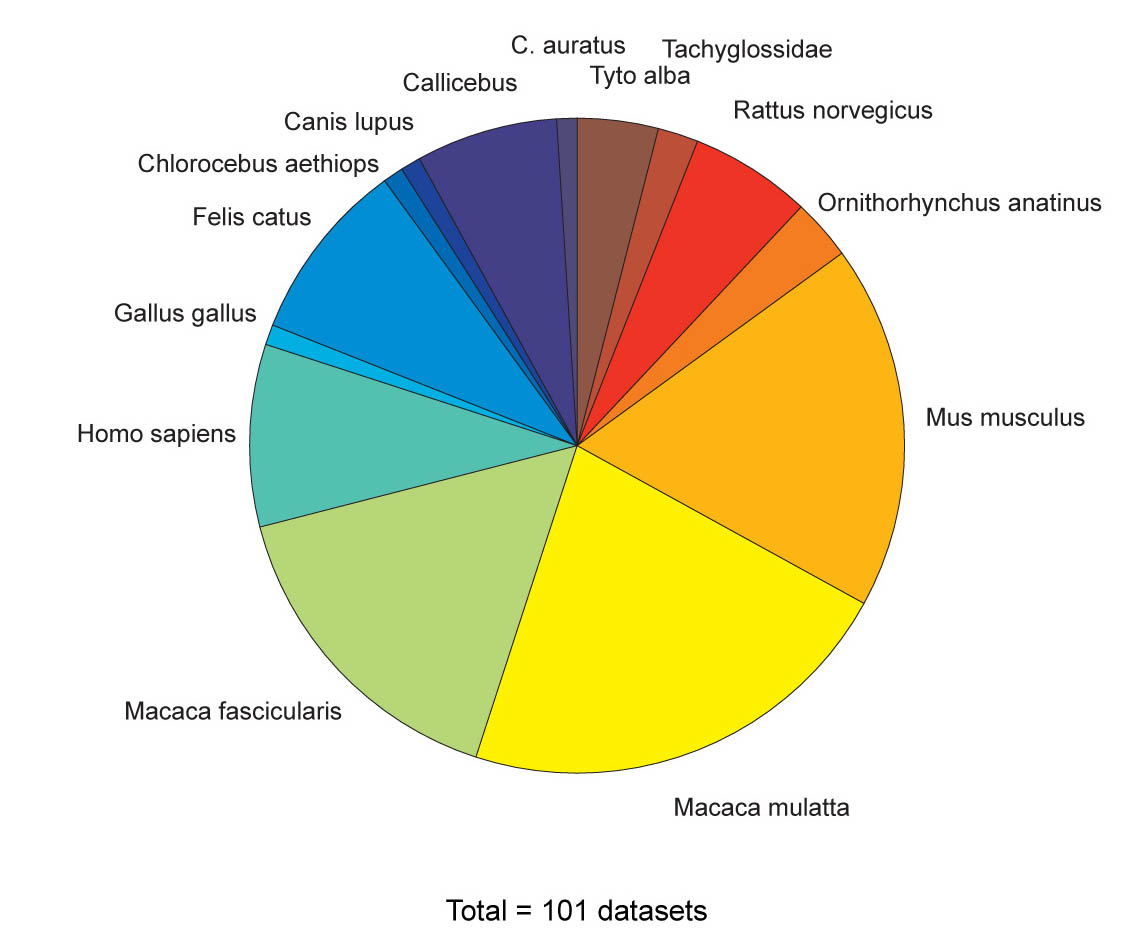
Colección de datos como función de una especie en BrainMaps

 Actualmente existen datasets completos de Macaca mulatta, Chlorocebus aethiops, Felis silvestris catus, Mus musculus, Rattus norvegicus, y Tyto alba. 
BrainMaps utiliza formatos de imagen multirresolución para representar imágenes masivas del cerebro, y un frot-end de interfaz de usuario programado en dHTML/Javascript para navegación de imágenes, muy similar a la forma en la que se navega en Google Maps con datos geoespaciales.
BrainMaps es una de las bases de datos en línea sobre neurociencia más masivas, con los mayores repositorios de imágenes y elementos en alta resolución jamás construidos.
Se han construido extensiones para la visualización tridimensional con aplicaciones de escritorio basadas en licencias OpenGL.  Las herramientas de análisis de imágenes disponibles gratuitamente permiten a los usuarios finales realizar minería de datos sobre estas imágenes a nivel subneuronal. BrainMaps ha sido utilizado tanto en investigación como en apllicaciones didácticas.
El proyecto está liderado por Ted Jones y Shawn Mikula de la Universidad de California en Davis .